# 997 (číslo)
Devět set devadesát sedm je přirozené číslo. Římskými číslicemi se zapisuje CMXCVII a řeckými číslicemi ϡϟζʹ. Následuje po čísle devět set devadesát šest a předchází číslu devět set devadesát osm.

## Matematika
997 je:
- Deficientní číslo
- Nejvyšší třímístné prvočíslo
- Nešťastné číslo

## Astronomie
- (997) Priska je planetka, kterou objevil v roce 1923 Karl Wilhelm Reinmuth
- NGC 997 je galaxie v souhvězdí Velryby

## Roky
- 997
- 997 př. n. l.